# Coppa Italia Dilettanti Molise
La Coppa Italia Dilettanti Molise è il massimo torneo calcistico a eliminazione diretta della regione Molise. Istituito nella stagione 1992-1993, consente al vincitore di partecipare alla fase nazionale della Coppa Italia Dilettanti.

## Formula
Partecipano tutte le trentadue squadre delle prime due divisioni regionali molisane (ovvero l'Eccellenza e la Promozione), le squadre sono suddivise in otto gruppi da quattro squadre. Le prime due di ogni gruppo si qualificano agli ottavi di finale, poi ai quarti di finale, alla semifinale e infine alla finale che di solito viene disputata a febbraio come accade in quasi tutte le altre regioni.

## Albo d'oro
| Edizione  | Vincitore             | Finalista                | Punteggio                 | Sede                               | Fase Nazionale   |
| --------- | --------------------- | ------------------------ | ------------------------- | ---------------------------------- | ---------------- |
| 1992-1993 | Turris Santa Croce    | Fornelli                 | 4 - 0 / 5 - 1             | Fornelli e Santa Croce di Magliano | 1º Turno         |
| 1993-1994 | Turris Santa Croce    | Bojano                   | 3 - 1 / 1 - 1             | Santa Croce di Magliano e Bojano   | 1º Turno         |
| 1994-1995 | Interamnia Termoli    | Turris Santa Croce       | 1 - 0 / 1 - 0             | Termoli e Santa Croce di Magliano  | 1º Turno         |
| 1995-1996 | Frenter Larino        | Roccaravindola           | 3 - 0                     | Isernia                            | 1º Turno         |
| 1996-1997 | Campobasso            | Atletico Trivento        | 2 - 0                     | Termoli                            | 1º Turno         |
| 1997-1998 | Isernia               | Bojano                   | 4 - 0                     | Campobasso                         | 1º Turno         |
| 1998-1999 | Bojano                | San Giorgio Collathia    | 2 - 0                     | Isernia                            | 1º Turno         |
| 1999-2000 | San Giorgio Collathia | Polesiana                | 1 - 0                     | Isernia                            | 1º Turno         |
| 2000-2001 | Sancta Juxta Palata   | San Giorgio Collathia    | 3 - 2                     | Montenero di Bisaccia              | Semifinale       |
| 2001-2002 | Montenero             | Venafro                  | 2 - 0                     | Bojano                             | Semifinale       |
| 2002-2003 | Bojano                | Montenero                | 1 - 0                     | Isernia                            | Semifinale       |
| 2003-2004 | Montenero             | Mafalda                  | 0 - 0 (1-0) (d.t.s.)      | San Martino in Pensilis            | 1º Turno         |
| 2004-2005 | Campobasso            | Termoli                  | 2 - 0                     | Isernia                            | Semifinale       |
| 2005-2006 | Guglionesi            | Sesto Campano            | 1 - 0                     | Bojano                             | 1º Turno         |
| 2006-2007 | Sesto Campano         | Mafalda                  | 5 - 2                     | Isernia                            | 1º Turno         |
| 2007-2008 | Atletico Trivento     | San Giacomo Basso Molise | 1 - 1 (d.t.s.) (5-4 c.r.) | Montenero di Bisaccia              | Semifinale       |
| 2008-2009 | Termoli               | Frentana Larino          | 0 - 0 (4-2 c.r.)          | Venafro                            | 1º Turno         |
| 2009-2010 | Capriatese            | Venafro                  | 3 - 0                     | Agnone                             | Finalista        |
| 2010-2011 | Isernia               | Sesto Campano            | 2 - 2 (5-2) (d.t.s.)      | Capriati a Volturno                | Quarti di Finale |
| 2011-2012 | Termoli               | Campobasso 1919          | 2 - 2 (d.t.s.) (5-4 c.r.) | Venafro                            | Semifinale       |
| 2012-2013 | Turris Santa Croce    | Fornelli                 | 1 - 1 (2-1) (d.t.s.)      | Trivento                           | 1º Turno         |
| 2013-2014 | Campobasso            | Fornelli                 | 2 - 0                     | Trivento                           | Vincitore        |
| 2014-2015 | Isernia               | Olimpia Riccia           | 2 - 2 (3-2) (d.t.s.)      | Campobasso                         | 1º Turno         |
| 2015-2016 | Vastogirardi          | Venafro                  | 0 - 0 (d.t.s.) (5-3 c.r.) | Isernia                            | Quarti di Finale |
| 2016-2017 | Macchia               | Vastogirardi             | 2 - 0                     | Isernia                            | 1º Turno         |
| 2017-2018 | Vastogirardi          | Tre Pini Matese          | 1 - 0                     | Isernia                            | 1º Turno         |
| 2018-2019 | Tre Pini Matese       | Comprensorio Vairano     | 3 - 1                     | Isernia                            | Quarti di Finale |
| 2019-2020 | Tre Pini Matese       | Campodipietra            | 4 - 0                     | Isernia                            | 1º Turno         |
| 2020-2021 | Non disputata         | Non disputata            | Non disputata             | Non disputata                      | Non disputata    |
| 2021-2022 | Isernia               | C.N.C. Sporting          | 2 - 0                     | Montenero di Bisaccia              | Quarti di Finale |
| 2022-2023 | Campobasso            | Aurora Alto Casertano    | 1 - 0                     | Venafro                            | Semifinale       |
| 2023-2024 | Aurora Alto Casertano | Venafro                  | 1 - 0                     | Agnone                             | 1º Turno         |
| 2024-2025 | Venafro               | Aurora Alto Casertano    | 1 - 1 (d.t.s.) (5-3 c.r.) | Agnone                             | 1º Turno         |

## Titoli per squadra
| Squadra               | Titoli | Stagioni                           |
| --------------------- | ------ | ---------------------------------- |
| Campobasso            | 4      | 1996-97, 2004-05, 2013-14, 2022-23 |
| Isernia               | 4      | 1997-98, 2010-11, 2014-15, 2021-22 |
| Turris Santa Croce    | 3      | 1992-93, 1993-94, 2012-13          |
| Bojano                | 2      | 1998-99, 2002-03                   |
| Montenero             | 2      | 2001-02, 2003-04                   |
| Termoli               | 2      | 2008-09, 2011-12                   |
| Tre Pini Matese       | 2      | 2018-19, 2019-20                   |
| Vastogirardi          | 2      | 2015-16, 2017-18                   |
| Interamnia Termoli    | 1      | 1994-95                            |
| Frenter Larino        | 1      | 1995-96                            |
| San Giorgio Collathia | 1      | 1999-00                            |
| Sancta Juxta Palata   | 1      | 2000-01                            |
| Guglionesi            | 1      | 2005-06                            |
| Sesto Campano         | 1      | 2006-07                            |
| Atletico Trivento     | 1      | 2007-08                            |
| Capriatese            | 1      | 2009-10                            |
| Macchia               | 1      | 2016-17                            |
| Aurora Alto Casertano | 1      | 2023-24                            |
| Venafro               | 1      | 2024-25                            |